# Šahovski klub Poštar Split
Šahovski klub Poštar je šahovski klub iz Splita. 

## Povijest
Prostorije kluba su u Osječkoj 4, Split. Osnovan je 1969. godine. Igračku bazu formirao je priljev mnoštva igrača iz splitskog Mornara koji je tad bio u krizi. Došli su Jugoslav Žarković (ponajbolji igrač u Dalmaciji), Miro Bobanac (najperpektivniji igrač Mornara), Slaven Jurić, Dragan Jutronić, Mate Karković, Antun Vich, don Ivan Cvitanović, Nebojša Vitaljić i dr. Od 1970. Poštar je vladao južnom zonom republičke lige. 1975. iz Poštara se mnogo igrača vratilo u Mornar i tada se stvorilo veliko gradsko rivalstvo. Dugogodišnji predsjednik Mornara Ivan Škarić tražio je dugotrajno rješenje za klub u čemu je uspio te su dobili reprezentativne prostorije na Blatinama koje se i danas koriste, a zahvaljujući njemu od beskućništva je spasio i Poštara. Poštar je dotad koristio prostore u Slavićevoj, u vlasništvu Pošte. Klub je gubio naklonost Pošte, i da bi se prostor mogao komercijalizirati, klub je trpio pritiske i podmetanja. Zbog tada odličnih odnosa, gradski rival Mornar odlučio je pomoći pa se pojavila zamisao da prostori na Blatinama postanu Šahovski dom za sve šahiste u Splitu, te so oba kluba potpisala ugovor s Gradom o korištenju prostora, a Poštar je prvi uselio, jer ih je u međuvremenu potjeralo iz Slavićeve.
Poštar je bio prvi klub kvizaša Roberta Pauletića.